# Frank Rankin
Temple de la renommée : 1961
Frank Rankin, né le 1er avril 1891 à Stratford au Canada est un joueur canadien de hockey sur glace devenu entraîneur.

## Carrière
Franck Rankin a commencé sa carrière junior dans le club de sa ville natale, Stratford dans l'OHA (Ontario Hockey Association) de 1904 à 1910. Il a joué dans cette équipe avec son fère Jimmy. À la suite de son déménagement à Toronto, il a ensuite évolué avec les Eaton de Toronto. Il a évolué deux saisons à Toronto en marquant 21 buts en 10 matches. Il quitte le pour se jouer dans l'équipe de St. Michael's Majors de Toronto dont il porté le maillot pendant trois saisons. En 1912 il réalise une saison incroyable en marquant 20 buts en cinq matches. Lors de la saison 1914-1915, alors qu'il jouait pour Saint-Michel, Rankin est gravement coupé au visage et a subi un empoisonnement du sang, ce qui a nécessité une hospitalisation.
Il devient ensuite entraîneur du club des Granites de Toronto avec laquelle il va remporté la Coupe Allan à deux reprises en 1922 et en 1923. Lors des Jeux olympiques d'hiver de 1924 à Chamonix, en France, son équipe est choisie par le Canada pour le représenter dans les compétitions de hockey sur glace. L'équipe gagne ses six matches et remporte la médaille d'or.
En 1961 il a été nommé au Temple de la renommée du hockey.